# Amari Torayasu
Amari Torayasu (Japans: 甘利虎泰) (1498 - 1548) was een samoerai uit de late Sengoku-periode. Hij was een vazal van de Takeda-clan en diende onder Takeda Nobutora en Takeda Shingen. Hij verwierf faam als een van de Vierentwintig generaals van Takeda Shingen.
Toen Takeda Shingen eenmaal aan het hoofd van de Takeda-clan stond, hield Amari de titel shukurō, clan oudste, en werd bekend als een van de vierentwintig generaals van Takeda Shingen. Hij stierf in actie tijdens de slag bij Uedahara in 1548, samen met Itagaki Nobukata. De twee generaals vochten zij aan zij aan de frontlinie toen een plotselinge regen van pijlen hen dodelijk trof.
Amari werd opgevolgd door zijn zoon Amari Masatada.

## Amari in fictie
In de serie Taiga drama van de Japanse staatsomroep (Nippon Hoso Kyokai) uit 2007 wordt Amari gespeeld door Ryu Raita.